# Chiesa dei Padri Teatini
La chiesa di Sant'Antonio da Padova, più nota come chiesa dei Padri Teatini, era una chiesa cattolica di Rimini. Costruita tra il 1613 e il 1629 sulla precedente chiesa di San Giorgio Antico, fu distrutta dai bombardamenti alleati durante la seconda guerra mondiale. Della chiesa è rimasto un solo muro, affacciato ora sui giardini di piazza Teatini.

## Storia

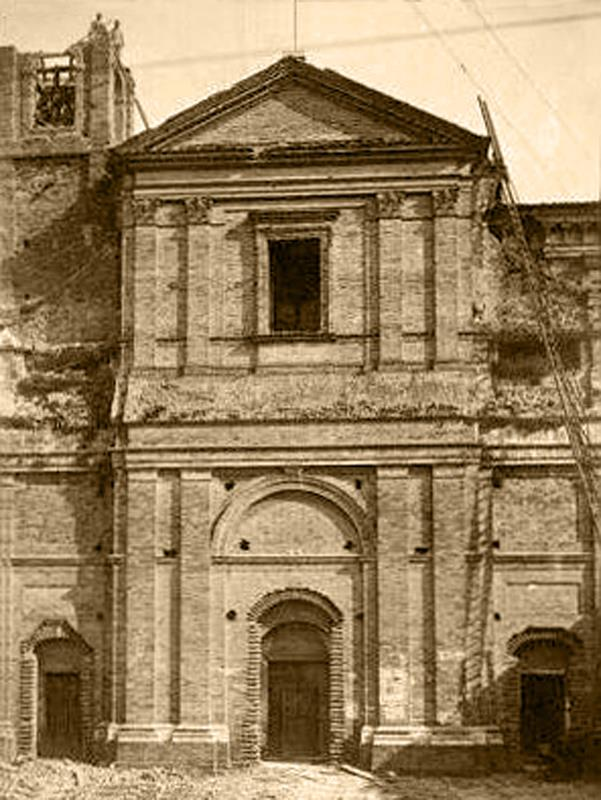
La chiesa dopo il terremoto del 1916 che danneggiò il campanile

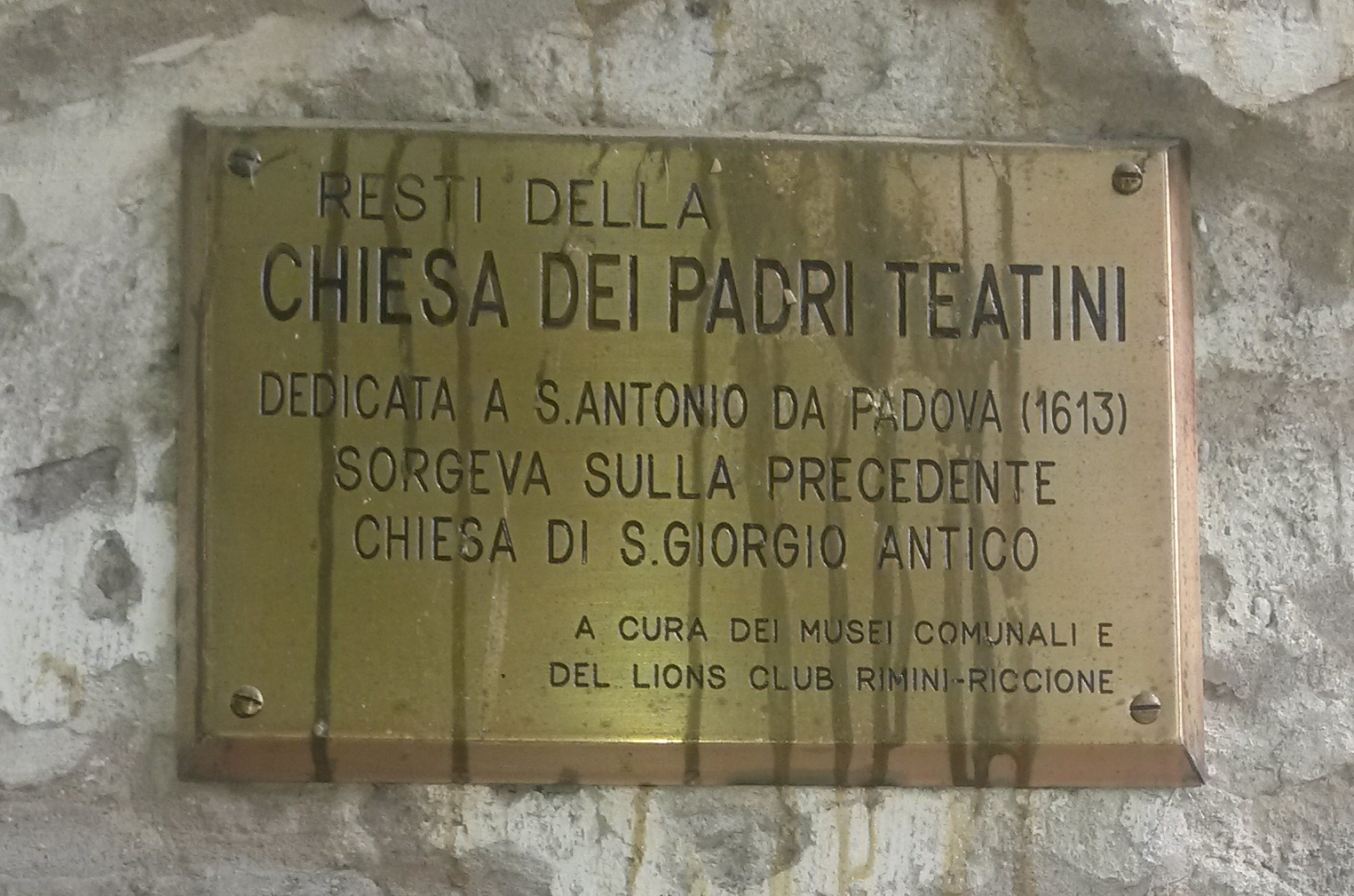
Targa posta sui resti della chiesa

La chiesa fu edificata tra il 1613 e il 1629, con grande contributo del Comune di Rimini. L'edificio sorgeva a pochi passi dal Tempio Malatestiano, sulla precedente chiesa di San Giorgio Antico, ceduta ai Teatini nel 1591. Non è chiaro se si trattasse di una nuova chiesa o di un rifacimento della precedente. La maggior parte dell'edificio crollò nel terremoto del 1682. Lavori di ricostruzione iniziarono solo dopo il successivo terremoto del 1786, coordinati dall'architetto ravennate Camillo Morgia. Nel 1797 la chiesa e l'annesso convento passarono alle Orsoline.
La chiesa fu completamente distrutta dai bombardamenti che colpirono Rimini tra il 1943 e il 1944. Rimane visibile un muro nel giardino di piazza Teatini, su cui è stata apposta una targa che ricorda la presenza dell'edificio.

## Descrizione
Sull'altare maggiore vi era un quadro, Sant'Antonio che predica ai pesci, opera del Centino. Ai lati di questo vi erano due quadri di Andrea Schiavone, un Presepio e un Assunta. Vi erano altri due altari. Su uno vi era un quadro rappresentante i Santi Gaetano e Andrea Avellino, opera di Giovan Battista Bolognini, sull'altro un San Filippo Neri di Marcantonio Franceschini. Sul portone vi erano due semibusti in marmo ritraenti Luigi e Filippo Marcheselli, membri dell'alta aristocrazia riminese. Datati 1705 e 1711, furono scolpiti a Venezia da Giuseppe Torretti.

## Opere superstiti
Nel Museo della città di Rimini sono conservati alcuni dipinti e alcuni elementi architettonici salvati dalle macerie della chiesa, tra questi ultimi vi sono iscrizioni sepolcrali del XVIII secolo e i due ritratti scultorei di Luigi e Filippo Marcheselli.